# Wahlkreis Dumfriesshire
| Dumfriesshire                  |
| ------------------------------ |
| Dumfriesshire · South Scotland |
| Gebildet                       |
| 2011                           |
| Abgeordnete                    |
| Oliver Mundell (Conservative)  |
| Regionen                       |
| Dumfries and Galloway          |

Dumfriesshire ist ein Wahlkreis für das Schottische Parlament. Er wurde im Zuge der Revision der Wahlkreise im Jahre 2011 als einer von neun Wahlkreisen der Wahlregion South of Scotland eingeführt. Er umfasst weite Teile des ehemaligen Wahlkreises Dumfries in der Council Area Dumfries and Galloway, darunter auch den Ostteil der Stadt Dumfries. Der Wahlkreis entsendet einen Abgeordneten.
Der Wahlkreis erstreckt sich über eine Fläche von 2790,2 km2. Im Jahre 2020 lebten 75.786 Personen innerhalb seiner Grenzen.

## Wahlergebnisse

### Parlamentswahl 2011
| Ergebnisse der Parlamentswahl 2011 | Ergebnisse der Parlamentswahl 2011 | Ergebnisse der Parlamentswahl 2011 | Ergebnisse der Parlamentswahl 2011 |
| Partei                             | Kandidat                           | Stimmen                            | %                                  |
| ---------------------------------- | ---------------------------------- | ---------------------------------- | ---------------------------------- |
| Labour                             | Elaine Murray                      | 12.624                             | 39,6                               |
| Conservative                       | Gillian Dykes                      | 9468                               | 29,7                               |
| SNP                                | Aileen Orr                         | 8384                               | 26,3                               |
| Liberal Democrats                  | Richard Brodie                     | 1419                               | 4,4                                |
| Wahlbeteiligung: 31.895 (53,41 %)  |                                    |                                    |                                    |

### Parlamentswahl 2016
| Ergebnisse der Parlamentswahl 2016 | Ergebnisse der Parlamentswahl 2016 | Ergebnisse der Parlamentswahl 2016 | Ergebnisse der Parlamentswahl 2016 | Ergebnisse der Parlamentswahl 2016 |
| Partei                             | Kandidat                           | Stimmen                            | %                                  | ±                                  |
| ---------------------------------- | ---------------------------------- | ---------------------------------- | ---------------------------------- | ---------------------------------- |
| Conservative                       | Oliver Mundell                     | 13.536                             | 37,3                               | +7,6                               |
| SNP                                | Joan McAlpine                      | 12.306                             | 33,9                               | +7,7                               |
| Labour                             | Elaine Murray                      | 9.151                              | 25,2                               | −14,3                              |
| Liberal Democrats                  | Richard Brodie                     | 1.267                              | 3,5                                | −1,0                               |
| Wahlbeteiligung: 36.260 (59,7 %)   |                                    |                                    |                                    |                                    |

### Parlamentswahl 2021
| Ergebnisse der Parlamentswahl 2021 | Ergebnisse der Parlamentswahl 2021 | Ergebnisse der Parlamentswahl 2021 | Ergebnisse der Parlamentswahl 2021 | Ergebnisse der Parlamentswahl 2021 |
| Partei                             | Kandidat                           | Stimmen                            | %                                  | ±                                  |
| ---------------------------------- | ---------------------------------- | ---------------------------------- | ---------------------------------- | ---------------------------------- |
| Conservative                       | Oliver Mundell                     | 19.487                             | 47,7                               | +10,4                              |
| SNP                                | Joan McAlpine                      | 15.421                             | 37,7                               | +3,8                               |
| Labour                             | Colin Smyth                        | 4.671                              | 11,4                               | −13,8                              |
| Liberal Democrats                  | Richard Brodie                     | 1.314                              | 3,2                                | −0,3                               |
| Wahlbeteiligung: 66 %              |                                    |                                    |                                    |                                    |